# ژید

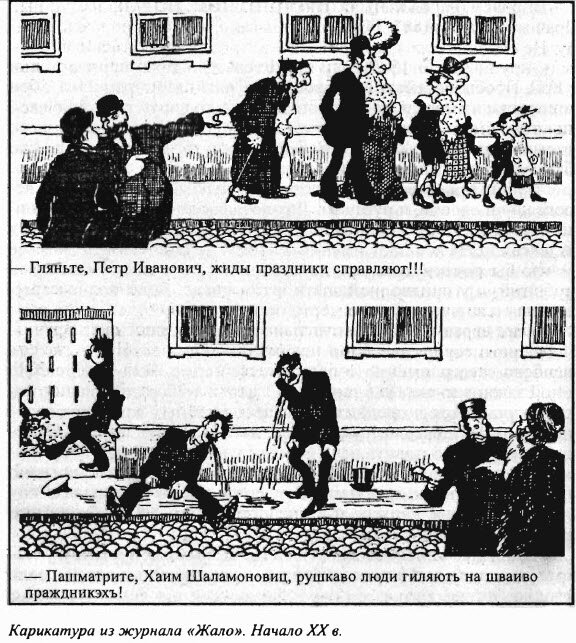
ژید و ژیدوفکا

ژید و ژیدوفکا، اصطلاحاتی هستند که به ترتیب در چندین زبان اسلاوی برای اشاره به مردان و زنان یهودی به کار می‌روند. در زبان‌های روسی و اوکراینی، این اصطلاحات به عنوان عبارت‌های تحقیرآمیز شمرده می‌شوند.

## روسی
در زبان روسی امروزی، واژگان ژیدوفکا (жидовка) و ژید (жид)، همانند واژهٔ یید، از میانهٔ سدهٔ نوزدهم به عنوان توهین ضدیهودی به کار برده می‌شوند.

## اوکراینی
تحت تأثیر زبان روسی، این واژگان در زبان اوکراینی امروزی نیز تحقیرآمیز شمرده می‌شوند.
در گویش غربی اوکراینی زبان ییدیش، «ژید» در معنای «یهودی» به کار برده می‌شود، همانگونه که در نام دودمان حسیدی زیدیتشوف دیده می‌شود.
در دسامبر ۲۰۱۲، ایهور میروشنیچنکو، سیاستمدار اوکراینی از حزب سووبودا در فیس‌بوک نوشت میلا کونیس، بازیگر هالیوود که یهودیست، «اوکراینی نیست بلکه یک ژیدیفکا است.» یهودیان اوکراینی به به‌کار بردن این واژه اعتراض کردند. مقامات سووبودا و واژه‌شناس اوکراینی اولکساندر پونوماریف استدلال کردند که در زبان اوکراینی، این واژه لزوما مانند زبان روسی معانی ضدیهودی ندارد، با این حال پونوماریف هشدار داد که این اصطلاح توسط مردم یهودی توهین‌آمیز شمرده می‌شود. وزارت عدالت اوکراین اعلام کرد که استفادهٔ میروشنیچکو از واژه قانونی بود زیرا آن یک اصطلاح کهن برای یهودیان است و لزوما توهین‌آمیز نیست. در یک نامهٔ اعتراض که به میکولا آزارف، نخست‌وزیر اوکراین در آن زمان ارسال شد، اصطلاح ژیدووکا توسط ربی ماروین هیر از مرکز سیمون ویزنتال در آمریکا به عنوان «توهین موذیانه‌ای که نازی‌ها و همکارانشان هنگام جمع‌آوری یهودیان برای کشتن آنها در بابی یار و اردوگاه‌های مرگ به کار می‌بردند» توصیف شد.

## سایر زبان‌های اسلاوی
در زبان لهستانی واژگان ژیدووکا و ژید (لهستانی: żydówka / żyd) خنثی و غیرتوهین‌آمیز است و توسط یهودیان لهستانی برای توضیف خودشان به کار می‌رود. با این حال مشتقات سرشماری وجود دارد که برخی از آن‌ها می‌توانند توهین‌آمیز باشند، مانند واژهٔ ژیجیسکو (żydzisko). به گفتهٔ برخی محققان، واژهٔ ژید و مشتقات آن در برخی موقعیت‌ها می‌تواند توهین‌آمیز باشد که به شخصی که آن را به کار می‌برد و هدف آن بستگی دارد و برخی افراد، چه یهودی چه غیریهودی، ممکن است در گفتن آن مضطرب باشند.
در بیشتر زبان‌های اسلاوی دیگر، مانند چکی/اسلواکی (židovka / žid)، اسلوونیایی، کرواتی (židovka, židov برای «یهودی»؛ و Židovka, Židov برای «اسرائیلی» یا «ملت اسرائیل») و همچنین زبان مجاری و لیتوانیایی که تحت‌تأثیر زبان‌های اسلاوی بودند، این اصطلاحات توهین‌آمیز نیستند و صرفاً به معنای «یهودی» هستند.